# Henry Frick
För industrialisten se Henry Clay Frick.
Henry Frick, född 17 mars 1795 i Northumberland, Pennsylvania, död 1 mars 1844 i Washington, D.C., var en amerikansk politiker. Han var ledamot av USA:s representanthus från 1843 fram till sin död.
Frick var tryckarlärling i Philadelphia, deltog i 1812 års krig och grundade efter kriget tidskriften The Miltonian i Milton i Pennsylvania. Han var ledamot av Pennsylvanias representanthus 1828–1831 och gick senare med i whigpartiet.
Frick efterträdde 1843 Amos Gustine som ledamot av USA:s representanthus. Redan följande år avled Frick i ämbetet och gravsattes på kongressens begravningsplats.